# Jamesonia congesta
Jamesonia congesta är en kantbräkenväxtart som först beskrevs av Christ, och fick sitt nu gällande namn av Maarten J.M. Christenhusz. Jamesonia congesta ingår i släktet Jamesonia och familjen Pteridaceae. Inga underarter finns listade.